# Municipio de Silver Lake (condado de Palo Alto)
El municipio de Silver Lake (en inglés: Silver Lake Township) es un municipio ubicado en el condado de Palo Alto en el estado estadounidense de Iowa. En el año 2010 tenía una población de 304 habitantes y una densidad poblacional de 3,28 personas por km².

## Geografía
El municipio de Silver Lake se encuentra ubicado en las coordenadas 43°2′43″N 94°50′53″O / 43.04528, -94.84806. Según la Oficina del Censo de los Estados Unidos, el municipio tiene una superficie total de 92.74 km², de la cual 90,14 km² corresponden a tierra firme y (2,8 %) 2,6 km² es agua.

## Demografía
Según el censo de 2010, había 304 personas residiendo en el municipio de Silver Lake. La densidad de población era de 3,28 hab./km². De los 304 habitantes, el municipio de Silver Lake estaba compuesto por el 99,67 % blancos, el 0,33 % eran amerindios. Del total de la población el 0,66 % eran hispanos o latinos de cualquier raza.